# Hotel El Rancho
El Hotel El Rancho (en inglés: El Rancho Hotel) es un hotel histórico en Gallup, Nuevo México construido por el hermano del director de cine DW Griffith. Se encuentra en la antigua ruta 66 de EE. UU.y se convirtió en el hogar temporal para muchas estrellas de cine de Hollywood. Abrió sus puertas en 1937 como base para las producciones de cine. Los empleados fueron entrenados por la  compañía Fred Harvey. Con la apertura de la carretera interestatal 40, la propiedad cayó en decadencia. Armand Ortega compró y restauró la propiedad. 